# HD31205
HD31205 — хімічно пекулярна зоря спектрального класу A0, що має видиму зоряну величину в смузі V приблизно  8,8.
Вона  розташована на відстані близько 1164,8 світлових років від Сонця.

## Пекулярний хімічний вміст
Зоряна атмосфера HD31205 має підвищений вміст 
Si
.